# Universitas Islam Negeri Syarif Hidayatullah
Universitas Islam Negeri Syarif Hidayatullah (UIN Jakarta) – indonezyjska uczelnia państwowa zlokalizowana w mieście Tangerang Selatan (prowincja Banten). Została założona w 1957 roku jako Institut Agama Islam Negeri Syarif Hidayatullah Jakarta.